# British Independent Film Awards 2012

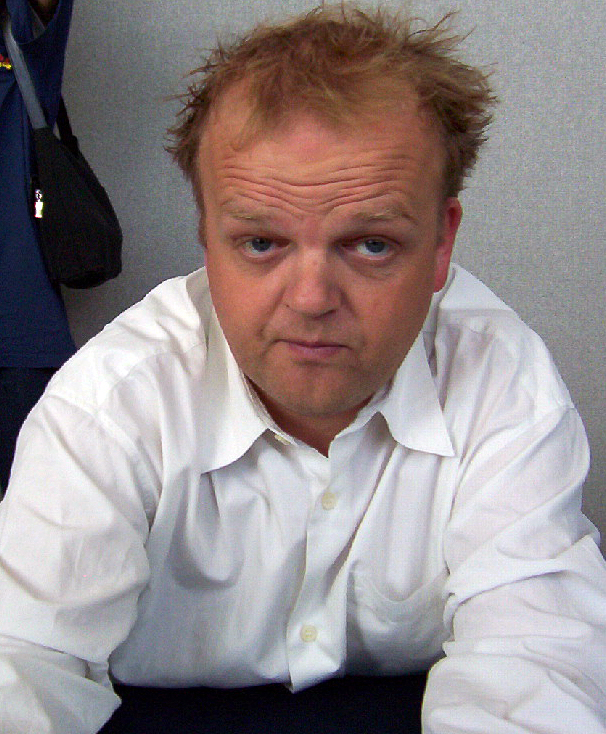
Toby Jones, Best Performance by an Actor, BIFA 2012

Die 15. Verleihung der British Independent Film Awards (BIFA) fand am 9. Dezember 2012 im Old Billingsgate in London statt und wurde wie in den vergangenen Jahren von James Nesbitt moderiert.
Die insgesamt 15. Verleihung der Awards wurde mit einem erweiterten Abendprogramm gefeiert, bei dem u. a. der DJ Rob da Bank und The Incredibly Strange Film Band auftraten.
Der Jugendfilm Broken von Rufus Norris konnte trotz neun Nominierungen lediglich die Preise für den besten Film und den besten Nebendarsteller (Rory Kinnear) gewinnen. Der Spielfilm Berberian Sound Studio von Peter Strickland gewann nach sieben Nominierungen die Awards für den besten Darsteller (Toby Jones), die beste Regie, die beste Produktion und die beste Technik (Sound Design).

## Jury
- Alison Owen (Jury Vorsitzende)
- Nick Angel
- Christine Bottomley
- John Boyega
- Iain Canning
- Maria Djurkovic
- Michelle Eastwood
- Paul Franklin
- Tristan Goligher
- Tom Hiddleston
- Adrian Hodges
- Jina Jay
- Danny Leigh
- Lesley Sharp
- Jamie Thraves

## Nominierungen und Preise
| Preis                                | Originalbezeichnung                                          | Nominierungen | Preisträger                                                                          |
| ------------------------------------ | ------------------------------------------------------------ | --- | ------------------------------------------------------------------------------------ |
| Bester britischer Independentfilm    | Best British Independent Film                                | - Der Blender – The Imposter - Sightseers - Best Exotic Marigold Hotel - Berberian Sound Studio - Broken | Broken                                                                               |
| Bester ausländischer Independentfilm | Best Foreign Independent Film                                | - Die Jagd - Liebe - Searching for Sugar Man - Der Geschmack von Rost und Knochen - Beasts of the Southern Wild | Die Jagd                                                                             |
| Beste britische Dokumentation        | Best British Documentary                                     | - Dreams of a Life - London: The Modern Babylon - Roman Polanski: A Film Memoir - Marley - Der Blender – The Imposter (The Imposter) | Der Blender – The Imposter (The Imposter)                                            |
| Bester britischer Kurzfilm           | Best British Short Film                                      | - Swimmer - Friday - Junk - Volume - Skyborn | Volume                                                                               |
| Bester Schauspieler                  | Best Performance by an Actor in a British Independent Film   | - Riz Ahmed für Ill Manors - Steve Oram für Sightseers - Terence Stamp für Song for Marion - Tim Roth für Broken - Toby Jones für Berberian Sound Studio | Toby Jones für Berberian Sound Studio                                                |
| Beste Schauspielerin                 | Best Performance by an Actress in a British Independent Film | - Alice Lowe für Sightseers - Andrea Riseborough für Shadow Dancer - Elle Fanning für Ginger & Rosa - Judi Dench für Best Exotic Marigold Hotel - Meryl Streep für Die Eiserne Lady | Andrea Riseborough für Shadow Dancer                                                 |
| Bester Nebendarsteller               | Best Supporting Actor in a British Independent Film          | - Billy Connolly für Quartett - Cillian Murphy für Broken - Domhnall Gleeson für Shadow Dancer - Rory Kinnear für Broken - Tom Wilkinson für Best Exotic Marigold Hotel | Rory Kinnear für Broken                                                              |
| Beste Nebendarstellerin              | Best Supporting Actress in a British Independent Film        | - Alice Englert für Ginger & Rosa - Eileen Davies für Sightseers - Maggie Smith für Best Exotic Marigold Hotel - Olivia Colman für Hyde Park am Hudson - Vanessa Redgrave für Song for Marion | Olivia Colman für Hyde Park am Hudson                                                |
| Beste Regie                          | Best Director of a British Independent Film                  | - Bart Layton für Der Blender – The Imposter - Ben Wheatley für Sightseers - John Madden für Best Exotic Marigold Hotel - Peter Strickland für Berberian Sound Studio - Rufus Norris für Broken | Peter Strickland für Berberian Sound Studio                                          |
| Douglas Hickox Award                 | The Douglas Hickox Award                                     | - Bart Layton für Der Blender – The Imposter - Ben Drew für Ill Manors - Rowan Athale für Wasteland - Rufus Norris für Broken - Sally El Hosaini für My Brother the Devil | Bart Layton für Der Blender – The Imposter                                           |
| Bester Newcomer                      | Most Promising Newcomer                                      | - Elliott Tittensor für Spike Island - Eloise Laurence für Broken - James Floyd für My Brother the Devil - Paul Brannigan für Angels’ Share – Ein Schluck für die Engel - Zawe Ashton für Dreams of a Life                                                                                              | James Floyd für My Brother the Devil                                                 |
| Bestes Drehbuch                      | Best Screenplay                                              | - Abi Morgan für Die Eiserne Lady - Mark O’Rowe für Broken - Paul Andrew Williams für Song for Marion - Peter Strickland für Berberian Sound Studio - Amy Jump, Alice Lowe und Steve Oram für Sightseers                                                                                                | Amy Jump, Alice Lowe und Steve Oram für Sightseers                                   |
| Beste Produktion                     | Best Achievement In Production                               | - Ill Manors - Sightseers - The Crime - Berberian Sound Studio - Der Blender – The Imposter (The Imposter) | Berberian Sound Studio                                                               |
| Beste Technik                        | Best Technical Achievement                                   | - Nic Knowland Bsc (Kamera) für Berberian Sound Studio - Joakim Sundström / Stevie Haywood AMPS IPS (Sound Design) für Berberian Sound Studio - Electric Wave Bureau (Musik) für Broken - Robbie Ryan (Kamara) für Ginger & Rosa - Andrew Hulme (Schnitt) für Der Blender – The Imposter (The Imposter) | Joakim Sundström / Stevie Haywood AMPS IPS (Sound Design) für Berberian Sound Studio |
| The Raindance Award                  | The Raindance Award                                          | - Frank - Love Tomorrow - Strings - Jason Becker: Not Dead Yet - City Slacker | Strings                                                                              |

Weitere Preise
- Richards Harris Award für Michael Gambon
- Spezialpreis der Jury für Sandra Hebron
- The Variety Award für Jude Law